# Тенсфельд, Вилли
Вилли Хинрих Кристиан Тенсфельд (нем. Willy Hinrich Christian Tensfeld; 27 ноября 1893, Борнхёвед, Германская империя — 2 сентября 1983, Гамбург, ФРГ) — бригадефюрер СС, генерал-майор полиции.

## Биография
Вилли Тенсфельд родился 27 ноября 1893 года. После окончания школы присоединился к имперскому флоту. Участвовал в Первой мировой войне, воевал на подводной лодке. В 1923 году был демобилизован. До 1931 года работал на корабельной верфи в Киле. В 1931 году вступил в НСДАП (билет № 753405) и СС (№ 14724). С декабря 1933 по март 1935 года руководил штандартом СС в Вильгельмсбурге. До апреля 1936 года руководил штандартом СС в Мюнстере. С начала апреля 1936 года и до января 1939 руководил 9-м абшнитом СС. С января по июнь 1939 года был начальником штаба оберабшнита СС «Северо-Восток» со штаб-квартирой в Гамбурге.
С августа 1941 по май 1943 года занимал должность руководителя СС и полиции в Харькове, а весной 1943 формально стал руководителем СС и полиции в Житомире. В сентябре 1943 был переведён в Италию к высшему руководителю СС и полиции Карлу Вольфу, где служил офицером связи между ним и итальянскими фашистами. С 23 января 1944 года и до окончания войны был руководителем СС и полиции на западе и севере Италии. Тенсфельд командовал немецко-итальянской группировкой войск общей численностью до 3000 человек, которая сражалась в октябре 1944 года против итальянских партизан.

### После войны
В мае 1945 года был арестован британцами. В апреле 1947 года ему было предъявлено обвинение в британском военном суде в Падуе, но в итоге он был оправдан.